# Tirez sur le pianiste
Tirez sur le pianiste és una pel·lícula de drama criminal de la nouvelle vague de 1960 dirigida per François Truffaut i protagonitzada per Charles Aznavour com el pianista amb Marie Dubois, Nicole Berger i Michèle Mercier com les tres dones de la seva vida. Està basada en la novel·la Down There de David Goodis.

## Sinopsi
A París, Édouard Saroyan toca fons després que la seva esposa Thérèse confessa que la seva carrera com a concertista de piano es deu al fet que ella es va ficar al llit amb un agent d'alt nivell i, quan no respon, se suïcida. Sota el nom fals de Charlie Koller, ara toca el piano al bar de Plyne i, quan no té clientela, passa la resta de la nit amb Clarisse, una prostituta que també cuina per al seu germà petit Fido.
La cambrera del bar, Léna, s'enamora de Charlie, i coneix en secret la seva veritable identitat. Quan els seus dos germans grans roben un botí d'un parell de mafiosos, els homes segresten a Charlie i Léna, que escapen gràcies a la rapidesa mental de Léna. Léna el porta a la seva habitació, on fan l'amor. Després, els mafiosos segresten a Fido, qui revela l'amagatall a la muntanya dels seus germans.
Léna s'adona que els mafiosos van rastrejar Charlie i Fido a través de Plyne, qui vol ficar-se al llit amb ella i està gelós de la sort de Charlie. En una confrontació en el bar, Charlie mata accidentalment a Plyne, i després Léna el treu de París portant-lo a l'amagatall a la muntanya. Al final, en un tiroteig quan els mafiosos arriben amb Fido, Léna mor.

### Diferències amb la novel·la
La pel·lícula comparteix l'ombrívola trama de la novel·la sobre un home que s'amaga de la seva vida destrossada fent l'única cosa que sap fer, sense poder escapar del passat. No obstant això, l'obra de Truffaut es resol tant en un tribut al gènere literari i cinematogràfic noir estatunidenc com en una meditació sobre la relació entre l'art i el comercialisme.
Truffaut canvia significativament la personalitat de Charlie. Originalment, l'Edward Webster Lynn de Goodis (a qui Truffaut adapta com Charlie) és «representat com un tipus relativament fort i segur de si mateix que ha triat la seva solitud [mentre que] el Charlie Kohler de Truffaut ha trobat el seu inevitable aïllament; sempre va ser tímid, retret, solitari.»

## Repartiment
- Charles Aznavour com Charlie Koller / Edouard Saroyan;
- Marie Dubois com Léna;
- Nicole Berger com Thérèse Saroyan;
- Michèle Mercier com Clarisse;
- Serge Davri com Plyne;
- Claude Mansard com Momo;
- Richard Kanayan com Fido Saroyan;
- Albert Rémy com Chico Saroyan;
- Jean-Jacques Aslanian com Richard Saroyan;
- Daniel Boulanger com Ernest;
- Claude Heymann com Lars Schmeel;
- Alex Joffé com un transeünt;
- Boby Lapointe com el cantant;
- Catherine Lutz com Mammy.
- Laure Paillette com la mare (sense acreditar);
- Alice Sapritch com el conserge (sense acreditar).

## Producció

### Antecedents i escriptura
Truffaut va llegir per primera vegada la novel·la de David Goodis a mitjan dècada de 1950 mentre filmava Les Mistons quan la seva esposa Madeleine Morgenstern la va llegir i se la va recomanar. Immediatament li va encantar el diàleg i el to poètic del llibre i li ho va mostrar al productor Pierre Braunberger, qui va comprar els drets. Truffaut després va conèixer a Goodis a la ciutat de Nova York, on el novel·lista li va donar a Truffaut un visor antic de la seva breu experiència com a director de la segona unitat en una pel·lícula estatunidenca.
Truffaut va dir que va fer la pel·lícula com a reacció a l'èxit de Les Quatre Cents Coups, a la qual va considerar molt francesa. Volia mostrar la seva influència de les pel·lícules estatunidenques. Més tard li va dir a un reporter que volia sorprendre l'audiència que havia estimat Les Quatre Cents Coupsfent una pel·lícula que «complauria als veritables bojos de la pel·lícula i solo a ells». Anteriorment tenia diverses idees per a pel·lícules sobre nens, però tenia por de repetir-se en la seva segona pel·lícula. Li va dir a un reporter: «Em vaig negar a ser presoner del meu primer èxit. Vaig descartar la temptació de renovar aquest èxit triant un 'gran tema'. Li vaig donar l'esquena al que tots esperaven i vaig prendre el meu plaer com la meva únic regla de conducta.»
Truffaut va començar a escriure el guió amb Marcel Moussy, amb qui hi havia coescrit Les Quatre Cents Coups. Moussy va dir que no entenia el llibre i va intentar establir arrels socials clares per als personatges. Truffaut no va estar d'acord, volent mantenir la pel·lícula solta i abstracta; Moussy se’n va anar després d'unes setmanes i Truffaut va escriure el guió ell mateix. Un problema que va tenir Truffaut va ser que va considerar que la novel·la de Goodis era massa casta i va decidir fer que els personatges fossin menys heroics. El personatge principal del llibre, Charlie, també és molt més fort en el llibre i Truffaut el va titllar un tipus de Sterling Hayden. Truffaut va decidir anar en la direcció oposada i fer que el protagonista fos més feble i els personatges femenins forts. Truffaut també va ser influenciat per l'escriptor francès Jacques Audiberti mentre escrivia la pel·lícula, com en el seu tractament del personatge Plyne. Truffaut també va usar algunes escenes d'altres novel·les de Goodis, com la primera escena en la qual Chico xoca contra un fanal i té una conversa amb un estrany.

### Càsting
Truffaut havia volgut treballar amb Charles Aznavour des que el va veure actuar a La Tête contre les murs de Georges Franju i va escriure el paper pensant en Aznavour. L'actor infantil Richard Kanayan havia aparegut a Les Quatre Cents Coups i sempre feia riure a l'equip, per la qual cosa Truffaut el va triar com el germà menor de Charlie. Nicole Berger era una vella amiga de Truffaut i també fillastra de Pierre Braunberger. Michèle Mercier era una ballarina que havia aparegut en algunes pel·lícules abans d'aquest paper. Albert Remy havia actuat a Les Quatre Cents Coups i Truffaut volia mostrar el costat còmic de l'actor després de la seva actuació en la pel·lícula anterior. Truffaut també va triar a l'actor i novel·lista Daniel Boulanger i a l'actor de teatre Claude Mansard com els dos gàngsters de la pel·lícula. Serge Davri era un artista de music hall que durant anys havia recitat poemes mentre trencava plats sobre el seu cap. Truffaut ho va considerar boig, però divertit, i el va triar com Plyne. Truffaut va completar el repartiment amb Catherine Lutz en el paper de Mammy. Lutz mai havia actuat abans i treballava en un cinema local.
Truffaut es va fixar per primera vegada en Marie Dubois quan es va trobar amb la seva foto de la seva cara durant la preproducció i va intentar concertar diverses reunions amb l'actriu, però Dubois mai va aparèixer. Truffaut finalment va veure a Dubois actuar en un programa de televisió i immediatament va voler triar-la poc abans que comencés la filmació. El veritable nom de Dubois era «Claudine Huzé» i Truffaut el va canviar a Marie Dubois perquè li recordava al personatge titular de la novel·la Marie Dubois del seu amic Jacques Audiberti. Audiberti després va aprovar el nou nom artístic de l'actriu. Truffaut li va dir més tard a un reporter que Dubois «no era ni una 'dama' ni una 'gateta sexual'; no és ni 'animada' ni 'descarada'. Però és una joveneta perfectament digna de la qual és concebible que puguis enamorar-te i ser estimat a canvi.»

### Rodatge
El rodatge va tenir lloc des del 30 de novembre de 1959 fins al 22 de gener de 1960 amb alguns reenregistraments durant dues setmanes al març. Les ubicacions van incloure un cafè anomenat A la Bonne Franquette a la rue Mussard a Levallois, Le Sappey-en-Chartreuse, al voltant de Grenoble, i a tot París. El pressupost de la pel·lícula va ser de 890.062,95 francs. Mentre que Les Quatre Cents Coups havia estat un rodatge tibant per a Truffaut, la seva segona pel·lícula va ser una experiència feliç per a l'elenc i l'equip després del primer èxit de Truffaut. Truffaut havia volgut fer-la com una pel·lícula d'estudi de gran pressupost, però no va poder obtenir els fons suficients i la pel·lícula es va fer als carrers. Truffaut va omplir la pel·lícula d'homenatges a directors estatunidencs com Nicholas Ray i Sam Fuller. Durant el rodatge, Truffaut es va adonar que no li agradaven els mafiosos i va tractar de fer que el seu personatge fos cada vegada més còmic. A Pierre Braunberger inicialment no li agradaven les cançons de Boby Lapointe perquè no podia entendre el que deia. Això va inspirar a Truffaut a agregar subtítols de l'estil bouncing ball.

### Estil de filmació
El guió de la pel·lícula va canviar constantment durant el rodatge. Truffaut va dir que «A Tirez sud le pianiste volia trencar amb la narrativa lineal i fer una pel·lícula on totes les escenes m'agradessin. Vaig filmar sense cap criteri.»
El melodrama estilitzat i autoreflexiu de Truffaut empra les característiques distintives del cinema de la nouvelle vague francesa: veus en off esteses, preses fora de seqüència i talls de salt sobtats. La cinematografia de Raoul Coutard sovint era granulosa i cinètica, la qual cosa reflecteix l'estat emocional dels personatges, com l'escena en la qual Charlie dubta abans de tocar el timbre.
Entre les referències cinematogràfiques de Tirez sud le pianiste hi ha picades d'ullet a les pel·lícules de sèrie B de Hollywood de la dècada de 1940, la tècnica de l'iris de les pel·lícules mudes, el nom de Charlie en honor a Charlie Chaplin i el fet de tenir tres germans (inclòs un anomenat Chico) com a referència als germans Marx. A més, l'estructura de la pel·lícula i els flashbacks s'assemblen a l'estructura de Ciutadà Kane. Truffaut va declarar més tard: «Malgrat la idea burlesca d'unes certes escenes, mai és una paròdia (perquè detesto la paròdia, excepte quan comença a rivalitzar amb la bellesa del que paròdia). Per a mi és una cosa molt precisa que anomenaria un pastitx respectuós de les pel·lícules de sèrie B de Hollywood de les quals tant vaig aprendre.» Aquesta va ser també la primera pel·lícula de Truffaut a incloure un assassinat, que es convertiria en un punt de trama en moltes de les seves pel·lícules i va ser influenciat per l'admiració de Truffaut per Alfred Hitchcock.
Truffaut va afirmar que el tema de la pel·lícula és «l'amor i les relacions entre homes i dones» i tan bon punt «la idea darrere de Tirez sud le pianiste era fer una pel·lícula sense tema, per a expressar tot el que volia dir sobre la glòria, l'èxit, perdició, fracàs, dones i amor a través d'una història de detectives. És una caixa de sorpreses.» Igual que amb Les Quatre Cents Coups, la pel·lícula va ser rodada en Dyaliscope, un procés de pantalla panoràmica que Truffaut va descriure com un aquari que permet als actors moure's per l'enquadrament de forma més natural.

### Banda sonora
- «Framboise» (de Boby Lapointe) per Boby Lapointe;
- «Dialogue d'Amoureux» (de Félix Leclerc) per Félix Leclerc i Lucienne Vernay.

## Recepció

### Recepció crítica
Tirez sur le pianiste va ser mostrada per primera vegada en el Festival de Cinema de Londres el 21 d'octubre de 1960. Més tard va ser estrenada a París el 22 de novembre i al Regne Unit el 8 de desembre. No es va estrenar als Estats Units fins a juliol de 1962.
La pel·lícula no va tenir èxit financer, encara que va ser popular entre els «cinèfils» com Claude Miller. Miller era llavors estudiant de cinema a l'IDHEC i després va explicar que ell i els seus amics se sabien de memòria tots els diàlegs de la pel·lícula i va afirmar: «Ho citàvem tot el temps; es va convertir en una espècie de llenguatge.»
El crític de cinema Marcel Martin la va qualificar com a decebedor en venir després de Les Quatre Cents Coups i va dir que «només complauria al veritable amant del cinema». En Variety, el crític 'Mosk' va dir que el seu guió era serpentejant, i Bosley Crowther va dir que la pel·lícula «no es va mantenir unida». Pauline Kael va qualificar l'actuació de Aznavour com «intensament humana i comprensiva» i Andrew Sarris va elogiar la pel·lícula i va afirmar que «el gran art també pot ser molt divertit». Dwight Macdonald va dir que la pel·lícula barreja «tres gèneres que generalment es mantenen separats: melodrama criminal, romanç i pallassades […] Vaig pensar que la mescla no encaixava, però va ser un intent emocionant.» Jacques Rivette inicialment es va queixar amb Truffaut que Charlie era «un bastard», però després va dir que li agradava la pel·lícula.

### En la cultura popular
La pel·lícula The Truth About Charlie de 2002 va ser una espècie d'homenatge a aquesta pel·lícula; s'hi fan referències, es mostra una breu escena de la pel·lícula de 1960 i el propi Aznavour fa dos cameos.
El títol s'ha convertit en una espècie de broma en l'escena dels clubs, generalment per a aconseguir que un músic sense talent deixi de tocar, però ocasionalment irromp en el corrent principal musical:
- A la pel·lícula El Dorado de Howard Hawks de 1966, quan Cole Thorton (John Wayne) i Mississipi (James Caan) es detenen per a comprar una escopeta per Mississipi, li pregunten a l’armer Swede Larson d'on va venir l'escopeta, els diuen que el propietari anterior era un home que no podia veure molt bé però que es va barallar en un saló. No obstant això, l'amo de l'escopeta no podia sentir l'altre home perquè el pianista feia massa soroll, així que «simplement li va disparar al pianista i el van penjar».
- El cantautor britànic Elton John li va donar la volta a la broma en nomenar el seu àlbum de 1973 Don't Shoot Me, I'm Only the Piano Player, que inclou les cançons «Daniel» i «Crocodile Rock».
- El 1985, la banda Miami Sound Machine va usar la broma en el vídeo de la cançó «Conga». Murmurant l'avorrida que és la recepció de l'ambaixador, el bateria Enrique García fa broma amb la cantant Gloria Estefan: «Li dispararem al gros del piano!». Ella riu, sense tenir idea que actuaran a continuació.
- El joc de festa Notability de 1991 va ser jugat per persones que intentaven endevinar una cançó tocada en un piano de joguina, mentrestant, d'acord amb les regles, «DISPARA AL PIANO!» havia de cridar-se si algú pensava que el jugador estava fent trampa (tocant desafinat/tempo).
- Aquesta és una de les pel·lícules favorites de Bob Dylan i va inspirar els seus primers treballs. Dylan fa referència explícita a la pel·lícula en «11 Outlined Epitaphs», que serveixen com a notes del seu àlbum de The Times They Are A-Changin' de 1963: «there's a movie called / Shoot the Piano Player / the last line proclaimin' / 'music, man, that's where it's at' / it is a religious line / outside, the chimes rung / an' they / are still ringin'» (ortografia i puntuació com a l’original).[33]
- Martin Scorsese va dir que «el personatge interpretat per Charles Aznavour a Tirez sur le pianiste, que gairebé continua actuant però mai ho fa fins que és massa tarda, va tenir un profund efecte en mi i en molts altres cineastes.»[34]

A Gran Bretanya, l'acudit sobre el pianista no deriva d'aquesta pel·lícula sinó del suposat comentari de Oscar Wilde en el seu gira estatunidenc de 1882, mentre estava al Vell Oest: Don't shoot the pianist, he is doing his best («No disparin al pianista, està fent el millor que pot»). Aquesta és també la font del títol del llibre i de la pel·lícula. Evidentment, la línia va guanyar una certa popularitat en la cultura popular europea a partir de llavors. Per exemple, la traducció francesa, Ne tirez pas sur le pianiste, il fait ce qu'il peut, apareix escrita de manera prominent en la decoració de la paret d'un club nocturn en la pel·lícula de detectives La tête d'un homme de Julien Duvivier del 1933.

## Premis i nominacions
| Any  | Premi             | Categoria              | Nominat           | Resultat |
| ---- | ----------------- | ---------------------- | ----------------- | -------- |
| 1960 | Cahiers du Cinéma | 10 principals de l'any | François Truffaut | Quart    |